# Sonerila primuloides
Sonerila primuloides är en tvåhjärtbladig växtart som beskrevs av Cheng Yih Wu och Chieh Chen. Sonerila primuloides ingår i släktet Sonerila och familjen Melastomataceae. Inga underarter finns listade i Catalogue of Life.